# Шалімов Олександр Іванович
Олександр Іванович Шалімов (рос. Алекса́ндр Ива́нович Шали́мов, 30 березня (12 квітня) 1917, Тамбов — 4 лютого 1991, Ленінград) — російський радянський письменник-фантаст та вчений-геолог.

## Біографія
Олександр Шалімов народився в Тамбові. У 1940 році він закінчив Ленінградський гірничий інститут, після чого працював у багатьох геологічних партіях та експедиціях майже на всій території колишнього СРСР. У 1942 році Олександра Шалімова призвали до армії, він брав участь у радянсько-німецькій війні, нагороджений кількома бойовими нагородами. Під час війни його частину передали до складу Війська Польського, й деякий час Шалімов служив у складі польських збройних сил, а після закінчення війний ще 8 років служив у інженерних частинах Радянської Армії. У 1953 році Олександр Шалімов демобілізовується з армії, та влаштовується на роботу асистентом кафедри мінералогії Ленінградського гірничого інституту. Тривалий час він працював у своєму рідному інституті, захистив кандидатську дисертацію. Деякий час Олександр Шалімов викладав гірничу справу у Варшаві та гаванському університеті Ор'єнте. У Ленінрадському гірничому інституті Шалімов працював до виходу на пенсію в 1980 році, після чого займався виключно літературною діяльністю. Помер Олександр Шалімов 4 лютого 1991 року в Ленінграді.

## Творчість
Літературну творчість Олександр Шалімов розпочав ще в 1956 році з публікації оповідання «Загадка Рудника Зеленого Дракона» в журналі «Смена». У 1959 році він опублікував своє перше фантастичне оповідання «Ніч біля мазара», яке за спогадами письменника він написав ще у 1941 році під час перебування у Середній Азії. На початку 60-х років ХХ століття Шалімов публікує кілька науково-популярних книг про геологію та інші науки про Землю, а також реалістичну збірку про геологів «Гірський компас». У 1962 році вийшла перша збірка фантастичних творів письменника «Таємниця Гримлячої розщелини». У 1986 році вийшов друком єдиний роман письменника «Бенкет Валтасара», у якому розповідається про спробу переведення технократичної імперії майбутнього на соціалістичні рейки. Більшість фантастичних творів письменника описують близьку йому геологічну тематику, проте письменник використовував у своїх творах багато інших характерних тем фантастики, зокрема Атлантиду, космічні польоти, роботи, проблеми екології, низка творів написана також у стилі соціальної фантастики. Олександр Шалімов також був активним учасником низки конвентів фантастики, зокрема Євроконів, Єфремівських читань, «Фантор-89».

## Особисте життя
Олександр Іванович Шалімов бу одружений з полькою, з якою познайомився під час армійської служби на території Польщі. Після смерті письменника його дружина повернулась на батьківщину.

### Роман
- 1986 — Пир Валтасара

### Повісті
- 1962 — Тайна Гремящей расщелины
- 1962 — Охотники за динозаврами
- 1964 — Пленники кратера Арзахель
- 1965 — Цена бессмертия
- 1965 — Когда молчат экраны
- 1967 — Тайна Тускароры
- 1967 — Призраки ледяной пустыни
- 1967 — Тихоокеанский кратер
- 1967 — Планета туманов
- 1968 — Возвращение последнего атланта
- 1975 — Приобщение к большинству
- 1978 — Мусорщики планеты
- 1982 — Тайна атолла Муаи
- 1982 — Стена
- 1983 — Цезарь, наследник Цезаря
- 1987 — Эстафета разума
- 1989 — Человек, который замедлял и ускорял время
- 1990 — Дьяволы сельвы
- 1991 — Планета стрекоз

### Збірки
- 1962 — Тайна Гремящей расщелины
- 1965 — Когда молчат экраны
- 1967 — Тайна Тускароры
- 1968 — Охотники за динозаврами
- 1970 — Цена бессмертия
- 1972 — Странный мир
- 1980 — Окно в бесконечность
- 1983 — Возвращение последнего атланта
- 1986 — Тайна атолла Муаи
- 1989 — Эстафета разума
- 1990 — Охотники за динозаврами
- 1991 — Странный мир
- 2017 — Пленники кратера Арзахель